# Lope Díaz de Haro
Lope Díaz de Haro (... – ottobre 1322) è stato un nobile biscaglino, figlio primogenito di Diego López V d'Haro, signore di Biscaglia, e di sua moglie, l'infante Violante di Castiglia, figlia di Alfonso X il Saggio, re di Castiglia e León.
Lope Díaz de Haro fu signore di Orduña e Valmaseda, alfiere del re Ferdinando IV il Convocato e nipote di Alfonso X il Saggio.

## Biografia
Come figlio primogenito di Diego López V d'Haro, Lope era destinato fin dalla nascita a succedergli alla signoria di Biscaglia. Tuttavia, María Díaz de Haro, figlia del defunto Lope Díaz III di Haro, fratello di suo padre, morto per mano di Sancho IV l'Ardito ad Alfaro nel 1288, reclama il possesso della signoria di Biscaglia, della quale si era impadronito Diego López V d'Haro dopo la morte di suo fratello, Lope Díaz III di Haro. 
Durante la minore età di Ferdinando IV il Convocato, María Díaz de Haro rivendica la signoria di Biscaglia con l'appoggio di suo marito, l'infante Giovanni di Castiglia ("el de Tarifa"), figlio di Alfonso X il Saggio. Nel 1307 Diego López V d'Haro e suo figlio Lope Díaz di Haro decisero di firmare un accordo, mediante il quale si stabiliva che Diego López V d'Haro avrebbe conservato la proprietà della signoria di Biscaglia vita natural durante ma che, alla sua morte, la signoria sarebbe passata nelle mani di María Díaz de Haro, eccetto Orduña e Valmaseda, che sarebbe stata affidata a Lope Díaz de Haro, suo figlio, il quale avrebbe ricevuto anche Miranda e Villalba de Losa da parte di Ferdinando IV come indennizzo.
Prima dell'accordo raggiunto per quanto concerne il possesso della signoria di Biscaglia, Juan Núñez de Lara el Menor si sentiva disprezzato dal re e da sua madre, per questo si allontanò dalle corti senza che queste fossero destinate. Per tanto, il re concesse la carica di amministratore a Diego López V d'Haro, causando così l'abbandono dalla corte dell'infante Juan, avvisando il re di non contare sul suo aiuto fino a che gli alcaides dei castelli di Diego López V de Haro non avessero reso omaggio a María II Díaz di Haro, sua moglie. Tuttavia, poco dopo si riunirono a Lerma, dove si trovava María Díaz de Haro, l'infante Juan, Juan Núñez de Lara il Minore, Diego López V di Haro e Lope Díaz di Haro, per mettersi d'accordo nel rendere omaggio a María Díaz di Haro come futura signora di Biscaglia, mentre si faceva lo stesso nei castelli che riceveva Lope Díaz di Haro.
Nel 1310 moriva Diego López V d'Haro, dopo aver partecipato al fallito assedio di Algeciras del 1309. Alla morte di suo padre, così come venne stipulato nel 1307, Lope Díaz di Haro prese possesso delle signorie di Orduña e Valmaseda. Durante il regno di Ferdinando IV il Convocato appoggiò quasi sempre nei suoi progetti l'infante Giovanni di Castiglia detto "el de Tarifa", figlio di Alfonso X il Saggio. Nell'autunno del 1311 ha luogo un complotto che cercava di detronizzare Fernando IV il Convocato e far salire al trono suo fratello l'infante Pietro di Castiglia. Alla congiura parteciparono l'infante Giovanni di Castiglia detto "el de Tarifa", Giovanni Núñez di Lara il Minore, signore della Casata de Lara e Lope Díaz de Haro. Tuttavia la cospirazione fallisce a causa del deciso rifiuto della regina Maria di Molina.
Lope Díaz di Haro muore nell'ottobre del 1322.